# Otto Winkelmüller (Architekt, 1895)
Otto Winkelmüller (* 9. März 1895 in Hannover; † 5. August 1970 ebenda) war ein deutscher Architekt, Baubeamter und Heraldiker.

## Leben und Werk

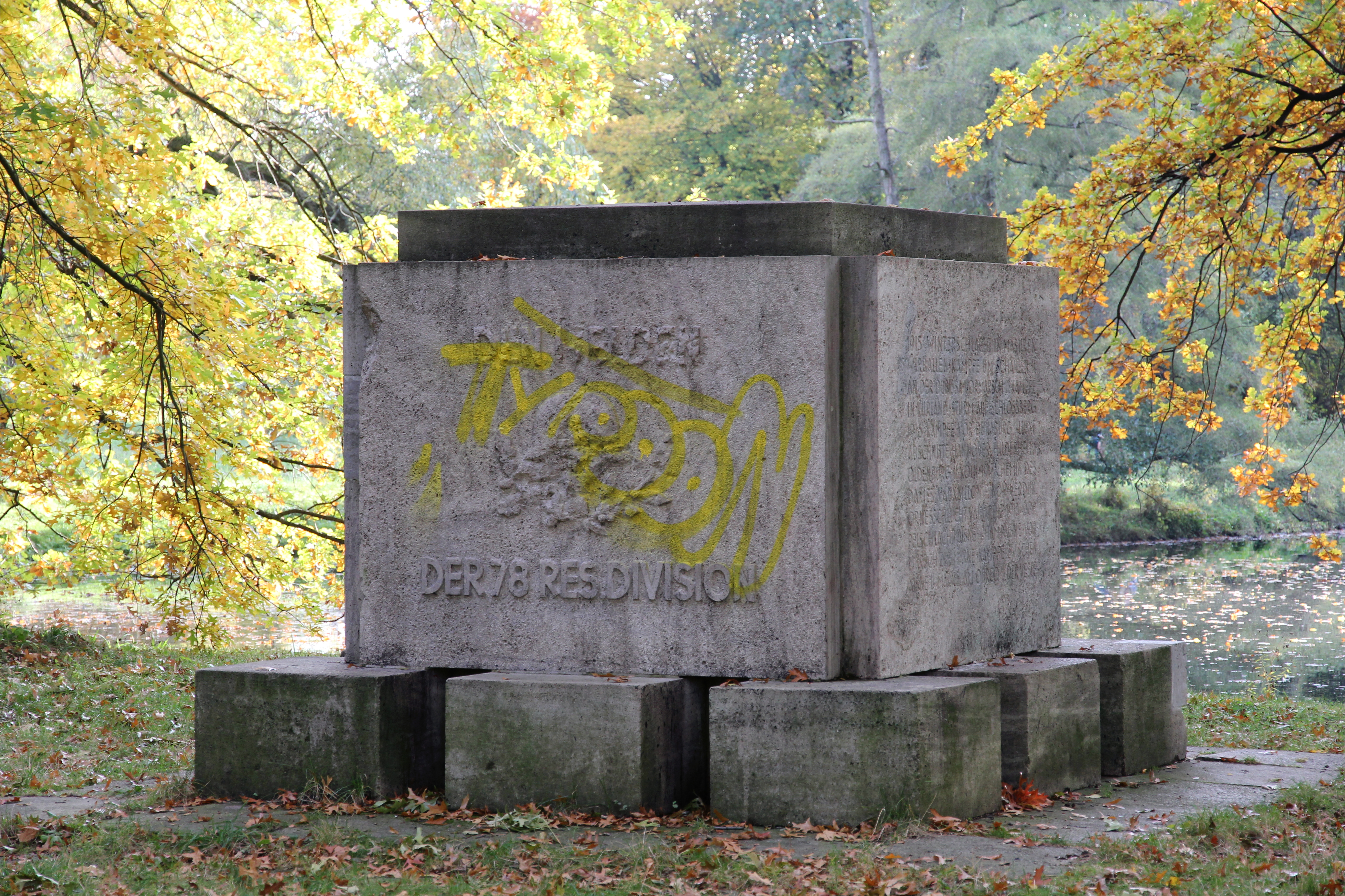
Gefallenen-Ehrenmal der 78. Reserve-Division in Hannover (Herbst 2012)

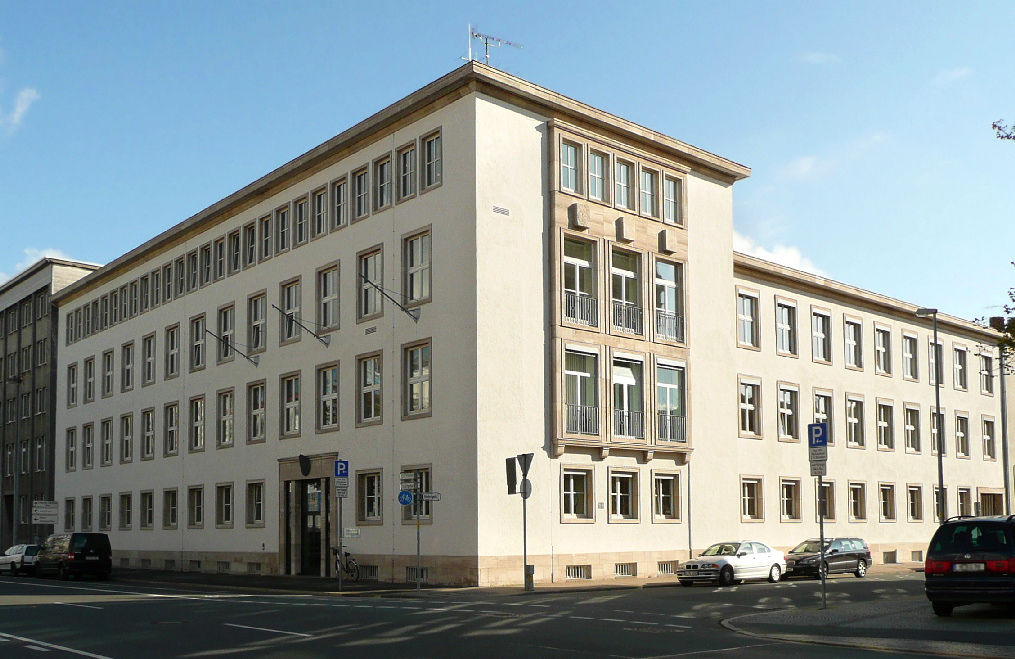
Gebäude des Niedersächsischen Kultusministeriums in Hannover

Otto Winkelmüller studierte an der Technischen Hochschule Hannover unter der Matrikel-Nummer 11269, an der er 1925 seine Dissertation abschloss (Steinmetz- und Meisterzeichen. Ihr Wesen und ihre Bedeutung.) Im selben Jahr bestand er das zweite Staatsexamen.
Aus seinem Dienst als Regierungsbaumeister (Assessor) in der Preußischen Staatshochbauverwaltung wechselte Winkelmüller im Jahr 1927 in die Provinzialbauverwaltung Hannover über, wo er von Anfang an im Finanzministerium der Provinz Hannover die Abteilung Hochbau kommissarisch leitete.
1930 schuf Winkelmüller das Gefallenen-Ehrenmal für die 78. Reserve-Division. Die Bildhauerarbeiten auf der Vorderseite stammen von Hermann Scheuernstuhl, während die Ausführung des Ehrenmals Fr. Meine oblag.
Zur Zeit des Nationalsozialismus leistete Winkelmüller die Vorarbeiten für die Publikation Die Kunstdenkmale des Kreises Peine, den 1938 erschienenen Band 29 der Reihe Kunstdenkmälerinventare Niedersachsens. Insgesamt war Winkelmüller zwölf Jahre lang bis Ende der 1940er Jahre und als Vorgänger von Werner Gollert Wahlbeamter in der Provinzialbauverwaltung.
Ebenfalls 1938 wurde Winkelmüller zum Landesrat ernannt. Unterbrochen nur durch seine Teilnahme am Zweiten Weltkrieg von 1939 bis 1945 wurde Otto Winkelmüller auch unter der Britischen Militärregierung von 1946 bis 1948 kommissarisch für die Abteilung 4 (Hochbau) eingesetzt, leitete in Personalunion bis April 1947 auch die Provinzial-Bauverwaltung. Im Finanzministerium wurde er im Juli 1948 durch seinen Amtsnachfolger Werner Gollert abgelöst.
In der Nachkriegszeit wurde das Gebäude des Niedersächsischen Kultusministeriums, Schiffgraben 12 in Hannover, nach Plänen von Otto Winkelmüller errichtet. Das Ende 1949 im Rohbau fertiggestellte Gebäude war das erste neu errichtete Regierungsgebäude in Niedersachsen nach dem Kriege und sollte anfangs verschiedene Verwaltungs-Dienststellen aufnehmen. Seine Formensprache zeigt noch nahezu wörtliche „Zitate“ der „offiziellen Baukunst“ des Dritten Reichs – und wurde wohl daher in der Literatur bisher kaum behandelt.
Otto Winkelmüller war Mitglied des „Herold“, Verein für Heraldik, Genealogie und verwandte Wissenschaften zu Berlin. Er starb 1970 in seiner Heimatstadt Hannover.

## Schriften (Auswahl)
- Steinmetz und Meisterzeichen. In: Hannoversche Geschichtsblätter, 32. Jahrgang 1929, Heft 1, S. 1–86.
- Heiner Jürgens, Hans Lütgens, Joachim Freiherr von Welck (Bearb.), Otto Winkelmüller (Vorarb.): Die Kunstdenkmale des Kreises Peine. (= Kunstdenkmälerinventare Niedersachsens, Band 29.) Wenner, Osnabrück 1980, ISBN 3-87898-180-5. (Neudruck von Die Kunstdenkmale der Provinz Hannover, Regierungsbezirk Hildesheim. Selbstverlag der Provinzialverwaltung / Theodor Schulzes Buchhandlung, Hannover 1938.)
- Die deutschen Bauhütten. Ihre Ordnungen und die Freimaurerei. Sasse, Bad Harzburg o. J. (1964).
- Les compagnonnages. Eine Wurzel der Freimaurerei. Die französischen Gesellenbruderschaften, ihr Beitrag zur Geschichte der Freimaurerei und der Hiram-Legende. (= Aus freimaurerischer Forschung, Band 1.) Bauhütten-Verlag, Frankfurt am Main / Hamburg 1967.
- Bauhütten, Zünfte, Gilden, Logen. In: Quatuor Coronati, Heft 7, März 1970, S. 5 f.